# FOS Open Scouting
FOS Open Scouting nebo FOS je pluralitní, mezinárodně orientovaná, koedukovaná, vlámská skautská organisace v Belgii a je členem Guidisme et Scoutisme en Belgique (GSB). FOS je federací 58 skupin skautů.

## Historie
První pluralitní organizace skautů v Belgii byl "Boy Scouts-de Belgique" (B.S.B.), která byla založena v roce 1910. Roku 1913 přibyli "Sea Scouts of Belgium" (S.S.B) a v roce 1914 "Eclaireurs de Belgique" (E.B.). V roce 1916 se S.S.B a E.B. spojil s B.S.B. Ve stejném roce byla založena "Girl Guides-van België" (G.G.B.), první pluralitní skautská organizace. V roce 1945 se B.S.B. a G.G.B. spojily a vytvořily "Boy-Scouts en Girl-Guides van België" (B.S.B.-G.G.B.). Roku 1966 vznikl v B.S.B.-G.G.B. rozkol a to vedlo k rozštěpení na vlámskou organizaci, "Federatie voor Open Scoutisme" (F.O.S.) a Valonskou, "Fédération des Eclaireuses et Eclaireurs" (F.E.E.), později přejmenovanou na Scouts et Guides Pluralistes de Belgique (S.G.P.). V roce 1999 byly z F.O.S. odebrány tečky a organisace přejmenována na "FOS Open Scouting". 

## Oddíly
| Věk     | Chlapci / Dívky / Společně        | Vodní      |
| ------- | --------------------------------- | ---------- |
| 6 – 7   | Bevers                            | Zeehonden  |
| 8 – 10  | Welpen                            | Welpen     |
| 11 – 13 | Jongverkenners / Jonggidsen / JVG | Aspiranten |
| 14 – 15 | Verkenners / Gidsen / VG          | Juniors    |
| 16 – 17 | Senioři                           | Loodsen    |
| 18 +    | Leaders                           | Leaders    |

VG = Verkenner-Gids

## Základy
- Hodnoty: Skautský zákon a Skautský slib, Odpovědnost, Týmová práce, služba, samostatnost, samosprávního, Otevřenost (aktivní pluralita), Koedukované vzdělávání
- Dětské hřiště: Venkovní život, průzkum, sport a hry, kultura a tvořivost, techniky, reflexe a společnost
- Metody: Družinový systém, symbolický rámec, Osobní progrese, Život v přírodě, učení se činností, podpora od dospělých

FOS je více tradiční než Scouts en Gidsen Vlaanderen a aktivně využívá odznaky.
| Tak (Sekce)                              | Techniekniveau (Odznak)               |
| ---------------------------------------- | ------------------------------------- |
| Bevers / Zeehonden                       | Bevertanden                           |
| Welpen                                   | Teerpoot Eerste Ster Tweede Ster Wolf |
| Jonggidsen / Jongverkenners / Aspiranten | Teervoet                              |
| Gidsen/Verkenners/Juniors                | 2e Klas                               |
| Seniors                                  | 1e Klas                               |

### Aktivní pluralita
Všechny děti a mládež od 6 let jsou vítány ve FOS. Rozdíly rasy, sociálního původu, národnosti, sexuální orientace, fyzikální nebo kulturní nikdy nejsou důvodem pro odmítnutí. Také jsou vítání lidé s libovolným filozofickým, náboženským nebo politickým přesvědčením, pokud jsou tyto principy v souladu s vizí Otevřeného skautingu. FOS se domnívá, že přesvědčení není nikdy konečné, a že budete muset akceptovat, že jiný pohled může a má mít důsledky, a že musíte být kdykoli ochoten přezkoumat svou vizi a případně ji pozměnit. FOS podporuje uctivý dialog o různých formách spirituality ve společnosti. Věří že tato konfrontace myšlenek může obohatit duchovní volby členů.
Slib FOS nijak neodkazuje na boha nebo náboženství pouze na vyššího ideál.
I promise, on my honour, to try:
To be loyal to a higher ideal, our group and democracy
To obey the guides/scouts law
To help where possible